# Tuneboy
Antonio Donà, född 6 juni 1975 i Bologna i Italien, är en italiensk producent och DJ inom elektronisk dansmusik, mest känd under artistnamnen K-Traxx, Tuneboy och Hardstyle Masterz, samt för sitt samarbete med Cristiano Giusberti (alias Technoboy) under namnet TNT (ibland skrivet TNT aka Technoboy 'N' Tuneboy). Han räknas som en av pionjärerna inom genren hardstyle.
Donàs första singel, Integrated, gavs ut på skivbolaget SAIFAM Records 1996. Den producerades tillsammans med Daniele Fraboni under artistnamnet Wide World. År 2000 mötte Donà Cristiano Giusberti. De två började samarbeta under namnen TNT (Technoboy & Tuneboy) och Hardstyle Masterz. Den första singeln från Hardstyle Masterz var Age of Reverse Bass.
Donà har uppträtt på flera stora evenemang, bland annat In Qontrol och Decibel. Förutom Technoboy och Daniele Fraboni har han även samarbetat med Max Enforcer.